# Giorgio Buoni
Giorgio Buoni (* 1647 in Bologna; † nach 1693 ebenda) war ein italienischer Komponist und Musikpädagoge des Barocks.

## Leben und Wirken
Giorgio Buoni wirkte als Priester und Musiker im Umfeld der Basilika San Petronio, dort war er während 16 Jahren Vicemaestro di cappella und Grammatiklehrer. Er unterrichtete an der sogenannten Concerto dei Putti, einer Musikschule für Knaben, die unter seiner Leitung Konzerte gaben, auch außerhalb Bolognas, so in Cremona, Lucca, Mailand und Prato. Giovanni Bononcini gehörte dort zu seinen Schülern.
Buoni veröffentlichte in Bologna für seine Schüler drei Werkesammlungen. Jeder Band enthält zwölf Werke, jeweils aus einer kurzen Sinfonia und drei Tänzen bestehend. Die Schlichtheit der Werke aus op. 1 und 2 lässt einen didaktischen Hintergrund vermuten. Von Interesse ist, dass alle Sarabanden mit der Tempoangabe „Presto“ versehen sind, im Gegensatz zu den langsamen Tempi, die im frühen 18. Jahrhundert für Sarabanden als Regel galten.

## Werke (veröffentlicht)
- Divertimenti per camera op. 1, für zwei Violinen und Cello 1693. (Laut Buoni handelt es sich bei diesen Werken um wesentlich ältere Kompositionen.)
- Suonate op. 2, für 2 Violinen, Cello und Orgel
- Allettamenti per camera op. 3, für zwei Violinen und B. c.